# Samuel Fredric Ziervogel
Samuel Fredric Ziervogel, född 6 januari 1761, död 26 mars 1824, var en svensk ämbetsman.
Ziervogel blev rådman i Stockholm 1808 och var preses i Norrmalms kämnärsrätt 1808-1821 och därefter ledamot av Justitiekollegium 1821-1824.
Han var amatörmusiker och spelade violin, viola och baryton. Ziervogel var medlem av både Utile Dulci och Harmoniska Sällskapet. Han invaldes som ledamot nummer 196 i Kungliga Musikaliska Akademien den 15 november 1800.